# Octavio Villegas Aguilar
Octavio Villegas Aguilar (* 26. Januar 1940 in Copándaro) ist emeritierter Weihbischof in Morelia.

## Leben
Octavio Villegas Aguilar empfing am 5. März 1966 die Priesterweihe.
Papst Johannes Paul II. ernannte ihn am 27. April 1994 zum Bischof von Tula. Der Apostolische Nuntius in Mexiko, Girolamo Prigione, spendete ihm am 25. Mai desselben Jahres die Bischofsweihe; Mitkonsekratoren waren Alberto Suárez Inda, Bischof von Tacámbaro, und José de Jesús Sahagún de la Parra, Bischof von Ciudad Lázaro Cárdenas.
Papst Benedikt XVI. ernannte ihn am 29. Dezember 2005 zum Weihbischof in Morelia und Titularbischof von Cissita.
Am 8. April 2015 nahm Papst Franziskus seinen altersbedingten Rücktritt an.